# Corredor Sur (estación)
La estación de Corredor Sur forma parte de la Línea 2 del Metro de Panamá, que cubre entre las estaciones de San Miguelito y Nuevo Tocumen. Fue inaugurada el mismo día de la inauguración de la Línea 2, el 25 de abril de 2019. La estación está elevada sobre la Avenida Domingo Díaz y se ubica entre las estaciones de Don Bosco y Las Mañanitas.El 15 de marzo de 2023 empezó a funcionar como parte del ramal hacia la estación  Aeropuerto , la cual conecta el Aeropuerto Internacional de Tocumen con el resto de la Línea 2.